# Maksim Aleksandrijski
Papa Maksim od Aleksandrije, 15. papa Aleksandrije i patrijarh svetog Trona sv. Marka.  Zabilježen je u koptskom sinaksarionu 14. dana mjeseca Baramoude (22. travnja).

## Pregled
Papa Maksim je rođen u Aleksandriji, u Egiptu, od kršćanskih roditelja koji su ga odgojili i obrazovali. Tijekom naobrazbe odlikovao se odličnim poznavanjem grčkog jezika, te je naučio crkvenu doktrinu, što ga je učinilo bogobojaznim i determiniralo njegov životni put. Papa Heraklo, 13. papa Aleksandrije, od 232. – 248. AD, ga je zaredio đakonom na crkvi u Aleksandriji.
 
Potom ga je Dionizije, 14. papa Aleksandrije, od 248. – 264. AD, zaredio u svećenika. Zbog svog napretka u vrlinama i znanju, oci biskupi su ga, nakon odlaska pape Dionizija izabrali na mjesto patrijarha Aleksandije, a zaređen je 12. dana mjeseca Hatoura prema koptskom kalendaru (9. studenog 264. AD).
Ubrzo nakon njegova ustoličenja primio je pismo od antiohijskoga Vijeća, u kojem su bile navedene osnove za ekskomunikaciju Pavla od Samosate kao i njegovih sljedbenika. Odmah je okupio svećenike Aleksandrije i pročitao im ga, a onda napisao pismo, koje je poslao zajedno s pismom Vijeća iz Antiohije, biskupima svih gradova Egipta, Etiopije i Nubije. Namjera mu je bila da ih upozori na herezu Pavla od Samosate, koja je rezultirala smrću ovoga heretika.

## Odlazak
Papa Maksim je širio evanđelje, borio se i čuvao svoje vjernike, učvršćivao ih u vjeri svojim propovijedima i upozorenjima, punih sedamnaest godina i pet dana, a zatim otišao u miru 22. travnja 282. AD (14. dan Baramoude prema koptskom kalendaru), u vrijeme vladavine rimskog cara Proba (276. – 282. AD). Sahranjen je u Crkvi od Pećine u Aleksandriji, a zabilježen je u koptskom sinaksarionu 14. dana mjeseca Baramoude (22. travnja).

## Vanjske poveznice
- [[https://ipfs.io/ipfs/QmXoypizjW3WknFiJnKLwHCnL72vedxjQkDDP1mXWo6uco/wiki/Pope_Maximus_of_Alexandria.html%7CPapa%5Bneaktivna+poveznica%5D Maksim od Aleksandrije ]]
- Khaled Gamelyan [Coptic Encyclopedia],opensource
- The works of Gregory Thaumaturgus, Dionysius of Alexandria and Archelaus, trans. S. D. F. Salmond, Edinburgh, T. & T. Clark, 1871: Google Books,archive.org

| Koptski pape Aleksandrije           | Koptski pape Aleksandrije       | Koptski pape Aleksandrije         |
| ----------------------------------- | ------------------------------- | --------------------------------- |
| prethodnik Dionizije Aleksandrijski | Aleksandrijski pape 264. - 282. | nasljednik Teonije Aleksandrijski |